# Breakdown (Tonight Alive)
Breakdown è un singolo del gruppo musicale australiano Tonight Alive, pubblicato il 15 marzo 2013 dalla Sony Music.
Il brano vede la collaborazione del cantante e chitarrista statunitense Benji Madden, membro dei Good Charlotte.

## Video ufficiale
Il video ufficiale realizzato per il singolo è stato pubblicato il 12 marzo 2014, e vede alternarsi delle scene in cui una coppia alla fine della propria relazione litiga ad altre dove la cantante dei Tonight Alive, Jenna McDougall, canta vicino a loro. Successivamente Jenna si unisce al resto della band che suona in un locale affollato, e Benji Madden fa la sua apparizione sul palco per cantare la sua parte con loro. Verso la fine del brano, si vedono tra la folla i due ragazzi che prima erano in conflitto mentre si baciano.

## Tracce
1. Breakdown (feat. Benji Madden) – 3:42

## Classifiche
| Classifica (2013) | Posizione massima |
| ----------------- | ----------------- |
| Australia         | 66                |